# Famille von Uexküll
Ne doit pas être confondu avec Famille von Üxküll-Gyllenband.
La famille von Üxküll ou Uexküll est une famille de la noblesse livonienne issue de Brême en Allemagne au Moyen Âge qui existe toujours. Elle a donné naissance au XVIIe siècle à une branche installée dans l'Estland suédois (correspondant en partie à l'actuelle Estonie), les barons von Üxküll-Gyllenband, qui essaima plus tard dans l'Empire russe, en Livonie, en Autriche et au Wurtemberg.

## Historique
C'est en 1229 qu'est mentionné un chevalier, Johannes de Bardewisch, qui a suivi les chevaliers teutoniques à Dünamünde. C'est un vassal de l'archevêque Albert II de Riga, duquel il reçoit en 1257 les terres d'Üxküll (aujourd'hui Ikšķile en Lettonie) et de Calwe. Dès lors, ses descendants portent le nom d'Üxküll. Le village d'Üxküll a été fondé en 1184, lorsqu'un chanoine augustin, Ménard (Meinhart) de Segeberg (où se trouvait son abbaye dans le Holstein), y fait construire une petite église de bois pour les paysans lives récemment christianisés. Des artisans venus de l'île de Gotland sont ensuite appelés pour construire le château fort d'Üxküll (castrum Ykescolense) tenu par la famille du chevalier Conrad de Meyendorff, originaire de Saxe orientale dans les environs de Magdebourg et d'Halberstadt. La lignée de Conrad s'éteint en 1257 (mais d'autres subsistent) avec son fils baptisé aussi Conrad, qui était le gendre de Johannes de Bardewisch. Les descendants de celui-ci en deviennent donc les seigneurs par la suite. Un Wollmar von Üxküll, devenu chambellan de Charles IX de Suède, obtient la noblesse suédoise en 1625 sous l'orthographe d'Yxkull.
Avec les Ungern, les Rosen et les Tiesenhausen, les Üxküll faisaient partie des quatre familles baltes que l’on appelait les « Quatre de la main réunie ».

## Personnalités
- Heinrich von Üxküll, évêque de Reval en 1434
- Alheit von Üxküll, élue abbesse de l'abbaye cistercienne de Dorpat en 1514
- Otto von Üxküll (mort en 1600) maréchal au service de la Suède
- Otto von Uexküll, président de l'assemblée de la noblesse de l'Estland suédois entre 1632 et 1635
- Johann von Uexküll, président de l'assemblée de la noblesse de l'Estland suédois entre 1640 et 1643
- Beren Johann von Uexküll, président de l'assemblée de la noblesse de l'Estland suédois entre 1671 et 1676
- Georg Detloff von Uexküll, président de l'assemblée de la noblesse de l'Estland suédois de 1709 à 1710
- Boris von Üxküll (mort en 1827), sénateur de l'Empire russe, qui fit construire en 1775 le château d'Alt-Fickel (aujourd'hui à Vigala)
- Charlotte von Üxküll (morte en 1866), poétesse
- Berend Johann von Üxküll, président de l'assemblée de la noblesse de l'Estland russe de 1806 à 1809
- Bernhard von Üxküll (1819-1894), seigneur de Fickel, écrivain
- Jakob Johann von Uexküll (1864-1944), biologiste, zoologiste et philosophe
- Thure von Uexküll (1908-2004), médecin
- Gösta von Uexküll (1909-1993), écrivain et journaliste
- Jakob von Uexküll (1944-), fondateur du prix Nobel alternatif

## Domaines
Parmi les châteaux ou domaines ayant appartenu à cette famille, on peut distinguer :
- Château d'Alt-Fickel (aujourd'hui Vigala en Estonie)
- Château de Felks (aujourd'hui Veltsa, appartenant à la commune de Koonga en Estonie)
- Manoir de Matzal (aujourd'hui Matsalu, appartenant à la commune de Lihula en Estonie)
- Château d'Üxküll
- Manoir Massu en Estonie
- Chateau de Laitse en Estonie
- Manoir de Kose-Uuemõisa en Estonie
- Manoir de Paadrema en Estonie
- Manoir de Loodna en Estonie
- Palais Kaulbars en Estonie